# Richard Lindner
Richard Lindner (* 11. November 1901 in Hamburg; † 16. April 1978 in New York) war ein US-amerikanischer Maler deutscher Herkunft.
Lindners Werk nimmt die grotesk-karikaturistischen Elemente der Neuen Sachlichkeit der 1920er Jahre auf und verknüpft sie mit der schillernd leuchtenden Farbflächigkeit amerikanischer Werbekunst. Mittels überzeichneten Figurencollagen, roboterähnlichen Halb- und Unterweltcharakteren, deutet Lindner auf Entfremdungstendenzen der fortgeschrittenen Gesellschaft hin und reflektiert Zerfalls- und Krisenmomente des modernen Großstadtlebens. Seine Figuren sind Ausdruck und Allegorie der Absurdität menschlicher Existenz.

## Leben

### Kindheit und Ausbildung
Als Sohn des jüdischen Verkäufers Jüdell Lindner und seiner Frau Mina (geb. Bornstein), wurde Richard Lindner am 11. November 1901 in Hamburg geboren. Er war eines von drei Kindern, die das Säuglingsalter überlebten. Schwester Lizzy, im Jahr 1894 als erstes Kind der Familie Lindner geboren, war für den sieben Jahre jüngeren Richard eine wichtige Person in seinem Leben. Er sah ihren Auftritt – mit 19 Jahren war sie schon eine berühmte Opernsängerin – in La traviata. 1915 starb seine Schwester im Alter von 21 Jahren, ein Verlust, der den jungen Richard schwer trifft. Da seine Mutter ihn und seinen Bruder jeden Sonntag zum Besuch des Grabes mitnahm, trug sie dazu bei, dass der Tod der Schwester einen starken Einfluss bei ihm hinterließ.
1905 wohnte die Familie in Nürnberg, wo Jüdell Lindner als Handelsvertreter beschäftigt war. Vermutlich nicht allzu erfolgreich, denn 1913 betrieb seine Frau ein Geschäft für maßgeschneiderte Korsetts. Vielleicht beruht Lindners häufige Verwendung von Korsettmotiven auf den Erinnerungen an das Geschäft seiner Mutter. Seinen Vater hatte Lindner als „netten Mann“ im Gedächtnis, den er sehr mochte, der aber „ein Feigling war. Er überließ alles meiner Mutter.“ Seine Mutter beschrieb er als „eine wagnerianische Frau […] Vielleicht kehrt sie in meinen Bildern wieder.“
Über Richard Lindners schulischen Werdegang ist nichts bekannt. Wohl begann er eine Ausbildung zum Pianisten, die ihm aber kaum behagte. Jedenfalls war er, wie der Vater, als Verkäufer beschäftigt, bevor er sich 1922 an der Kunstgewerbeschule (heute Akademie der Bildenden Künste) in Nürnberg einschrieb. Er studierte dort mehrere Jahre Zeichnen, Ölmalerei und Gebrauchsgrafik. Für das Jahr 1925 ist Lindners Wohnsitz in Frankfurt a. M. bezeugt. Er übersiedelte jedoch im selben Jahr wieder nach Nürnberg, um sein Studium fortzusetzen und wurde im Folgejahr Meisterschüler von Professor Max Körner. In dieser Zeit nahm Lindner an verschiedenen Wettbewerben zur Spielzeuggestaltung und Tabakwerbung teil. In Nürnberg gewann er auch mehrere Werbedesign-Wettbewerbe.

### Erste Tätigkeit als Werbegrafiker und Illustrator
1927 zog er nach Berlin, wo er in einem Hotel lebte. Er begann dort als selbständiger Werbegrafiker, übernahm aber ebenso Arbeiten als Bühnenbildner und Werbekarikaturist. Zwei Jahre später folgte ein erneuter Wohnortwechsel nach München, wo er ein Stellenangebot des Verlagshauses Knorr & Hirth annahm. Im Sommer 1930 heiratete er Elsbeth Schülein, eine ehemalige Kommilitonin aus Nürnberg. Bis 1933 arbeitete Lindner dann als Illustrator für Zeitungen, Zeitschriften und Buch-Publikationen. Neben karikaturistischen Strichzeichnungen, die in Zeitungsanzeigen vielgelesener Münchner Zeitungen abgedruckt wurden, entstanden ganzfarbige Plakate.

### Emigration aus Deutschland
Kurz nach der Machtübergabe an die Nationalsozialisten emigrierte Lindner, der nicht nur aktives Parteimitglied der Sozialdemokraten war, sondern als Jude auch den Rassendiskriminierungen der Nationalsozialisten ausgesetzt war, nach Paris, wo er zusammen mit seiner Frau eine Wohnung bezog. Dort befreundete er sich mit einer Gruppe von Intellektuellen um den Journalisten Joseph Bornstein. Kommerzielle Erfolge waren in Paris jedoch rar. Dennoch führte Lindner verschiedene Aquarellarbeiten aus, die später für Werbeplakate nachgedruckt wurden. Allein seine Frau, die als Illustratorin für bekannte Modemagazine arbeiten konnte, bestritt in den Pariser Jahren den Unterhalt.
Mit Ausbruch des Krieges wurden Lindner und seine Frau als deutsche Staatsbürger interniert. Lindner wurde einer Zwangsarbeiterkompanie in der Bretagne zugeteilt. Seine Frau wurde 1940 freigelassen und konnte über Casablanca nach New York emigrieren.

### Übersiedlung in die Vereinigten Staaten
Im März 1941 gelang auch Lindner die Übersiedlung auf dem Schiffsweg. In New York konnte er als Zeitschriften- und Buchillustrator weiterarbeiten und bald eine Reihe von Werbeaufträgen übernehmen. Alsbald gelang es ihm, sich als gut bezahlter Werbegraphiker zu etablieren.
1942 erfolgte die Trennung von seiner Frau Elsbeth, die mit Lindners Freund Joseph Bornstein eine neue Beziehung einging und diesen später heiratete. Ein Jahr darauf starb sein Vater im Konzentrationslager in Theresienstadt. Lindner beantragte die amerikanische Staatsbürgerschaft als seine Scheidung 1944 rechtskräftig wurde. Erst im November 1948 wurde er Staatsbürger der Vereinigten Staaten von Amerika. Er lernte Saul Steinberg kennen, mit dem er sich anfreundete und dessen ironische Figurenwelt ihn stark beeinflusst hat.

### Malerische Tätigkeit
Zwar war Lindner noch bis 1962 weiter als Werbegrafiker tätig, fühlte sich jedoch Ende der 1940er Jahre zur Malerei berufen. 1950 reiste Lindner für einige Monate nach Paris, um dort zu malen. Seine Malerei fand im folgenden Jahrzehnt jedoch kaum Beachtung. Sechs Jahre nach der Scheidung, nahm sich Lindners Ex-Frau Elsbeth im Herbst 1952, nach dem Tod ihres Mannes, das Leben. Die Tragödie hinterließ Lindner verstört. Noch im selben Jahr erhielt er für ein Porträt Immanuel Kants eine Auszeichnung und wurde von einem Parfumhersteller für eine einjährige Anstellung als Werbegrafiker gewonnen. Im selben Zeitraum nahm er einen Lehrauftrag am Pratt Institute in Brooklyn an, einer Schule für Werbekunst.
Nun begannen Studien für sein erstes großes Gemälde: The Meeting (1953) wird eines seiner bekanntesten Bilder. The Meeting ist eine surreal wirkende Versammlung von neun Figuren. Ein psychologisches Familienporträt, das zugleich autobiografisch und symbolisch ist. Es stellt ein metaphorisches Intermezzo zwischen der Vergangenheit und seinem neuen Leben in New York dar. The Meeting ist Lindners erstes wichtiges Gemälde. Seinem eigenen Anspruch nach, als auch der Bedeutung, die es für sein späteres Werk gewinnt. Das Bild befreite ihn von seiner Vergangenheit, nicht gänzlich, doch genug, um seiner Phantasie freien Lauf zu geben, und es setzte ihn in eine Gegenwart, der er absolut treu bleiben sollte. 1962 sagt Lindner:
„es war irgendwie bedeutend für mich, als eine Art Durchbruch durch meine europäische Vergangenheit.“
Richard Lindners erste Einzelausstellung fand 1954 in der Galerie Betty Parsons’ statt. Jedoch ließ sich keines seiner Bilder verkaufen. 1956 wurde er am Pratt Institute Lehrbeauftragter für Design. Den Sommer verbrachte er in Paris. Lindner erhielt 1957 eine Stellung als Gastkünstler an der Yale University School of Art and Architecture in New Haven (Connecticut). Bald darauf, im Jahr 1959, lernte er Andy Warhol kennen. Schließlich übernahm er im nachfolgenden Jahr eine Assistenzprofessur für Kunst am Pratt Institute. Nach einer weiteren New Yorker Einzelausstellung 1961 erschien im gleichen Jahr eine Monographie über Lindner. Im darauf folgenden Jahr wurde sein Bild Musical Visit in einer Ausstellung jüngerer amerikanischer Kunst im Museum of Modern Art gezeigt. Kurz danach kaufte das Museum auch das Bild The Meeting (1953) an.

### Internationale Erfolge
Zwischen 1962 und 1965 erfolgten Einzelausstellungen in London und Paris. Exponate waren auch auf einer Ausstellung amerikanischer Künstler im Museum of Modern Art zu sehen: „Americans 63“ zeigte neben Lindners Beiträgen unter anderem Werke von Roy Lichtenstein, Claes Oldenburg, James Rosenquist und Andy Warhol. Richard Lindner gelangte nun zu internationaler Reputation. Seine Werke verkauften sich und verschafften ihm den ersehnten finanziellen Durchbruch. Als Gastprofessor hielt er 1965 Vorlesungen an der Hochschule für bildende Künste Hamburg. Schließlich beendete er seine Lehrtätigkeit am Pratt Institute 1966, um sich vollständig auf die Malerei zu konzentrieren.
1968 nahm der Amerikaner an der 4. documenta in Kassel teil. Eine Museumsretrospektive wurde in Leverkusen, Hannover, Baden-Baden und Berlin gezeigt. Ein Jahr später gab es Lindners erste amerikanische Retrospektive. Sie fand in Berkeley (Kalifornien) und Minneapolis statt. 1969 heiratete er zum zweiten Mal: Mit der französischen Kunststudentin Denise Kopleman lebte er abwechselnd in New York und Paris.

### Letzte Jahre
Im Verlauf des Jahres 1972 wurde Lindner zum Mitglied der American Academy of Arts and Letters gewählt, eine Auszeichnung, die der Maler mit Stolz aufnahm. 1974 eröffnete das Musée National d’Art Moderne in Paris die Retrospektive „Richard Lindner“. Die Ausstellung wanderte noch nach Rotterdam, Düsseldorf, Zürich, Nürnberg und Wien. 1977 fand im Museum of Contemporary Art in Chicago schließlich die letzte große Retrospektive zu Lindners Lebzeiten statt. Kurz darauf entstand der Film „Richard Lindner 77“ von Johannes Schaaf, der Lindners Lebensweg und Kunstschaffen porträtiert. Er war im Jahr 1977 ein weiteres Mal auf einer documenta, der Documenta 6 als Künstler vertreten.
Am 16. April 1978 erlag Richard Lindner in seiner New Yorker Wohnung einem Herzanfall. Er wurde auf dem Westchester Hills Cemetery in Hastings-on-Hudson (New York) beigesetzt. Zum Tod des Künstlers schrieb die New York Times am 18. April 1978:
„Von Bild zu Bild, gab er dem Begriff ‚femme fatale‘, neue Bedeutung. Seine animalischen Frauen sind die personifizierten Männerfresser, die ihren krönenden Abschluss in der Darstellung der Lulu in Frank Wedekinds Stücken finden. Sie haben etwas vom Berlin der Weimarer Republik und New York gemeinsam. Fundamental gesehen entstammen sie einer Kreuzung eigenen Ersinnen und sind nirgends anders anzutreffen, als in seinen Bildern selbst.“

## Werk

### Thematik und Stil
Lindners Grundsujet ist die menschliche Figur. Obwohl seine Kunst oftmals mit der deutschen Kultur der Weimarer Republik in Verbindung gebracht und Bezüge zur Neuen Sachlichkeit hergestellt wurden, ist eine Zuordnung Lindners Werk zu einer eindeutigen Schule nicht möglich. Ansätze von Stil und Technik finden sich bei Otto Dix, Oskar Schlemmer und Christian Schad. Obwohl viele Lindner, durch die monumentale Flächenkunst und schreiende Farbigkeit seiner Werke, vordergründig der Pop-Art zuordnen distanziert er sich von ihnen.
„Ich bewundere die Pop-Art Künstler … Aber ich gehöre nicht zu ihrer Schule … Meine wirklichen Einflüsse sind Giotto und Piero della Francesca … Ich verbringe viel Zeit, sie anzusehen. Und ich hoffe, dass etwas von ihrer Kraft in meine Bilder eingegangen ist.“.
Thematisch soll sein Bilderwerk durch Bertolt Brecht und Frank Wedekind inspiriert sein.
Als Wedekind 1918 stirbt, schreibt Brecht den Nachruf auf Wedekind und hebt Wedekinds Auftreten gegen heuchlerische Moralvorstellungen und seinen Glauben an die Menschheit hervor, aber auch sein großes Gespür für das Lächerliche. Richard Lindner spricht voller Bewunderung über beide Schriftsteller.
Als Richard Lindner zu malen beginnt, ist er bereits 50 Jahre alt. Die Frage nach dem Lindner vor dem Lindner, die zur Deutung eines Künstlers viel beiträgt, führt bei ihm fast ausschließlich in den Bereich des Erlebens. Deshalb stößt man überall, wo man bei ihm ansetzt, auf Erinnerungen. Lindner sagt:
„Ich jongliere mit Vergangenheit. Ich male Postkarten aus der Sommerfrische meiner Vergangenheit“.
Vor der Folie seiner Biographie erklären sich zunächst Teile des Repertoires seiner Bilderwelten. So malt er immer wieder Frauen im Korsett. Eindrücke, die er als Jugendlicher im Laden seiner Mutter gesammelt haben muss. Ikonographisches Beiwerk seiner Figurendarstellungen sind den Bildkörper ergänzende Spielzeuge verschiedenster Art, Karten Bälle oder Reifen. Ein Umstand, der auf Lindners Nürnberger Jahre zurückführt. Nürnberg war zu Beginn des 20. Jahrhunderts sicher das deutsche Zentrum der Spielwarenherstellung, eine Vorrangstellung, die bereits auf die Bedeutung mittelalterlicher Gold- und Silberschmiede der Stadt zurückgeht. So wirken Lindners Figuren nicht selten selbst wie mechanische Aufziehpuppen. Einen bleibenden Eindruck auf den sensiblen Künstler hinterließ die in seiner damaligen Heimatstadt gelegene Folterkammer. Lindner malte mehrmals das Porträt Ludwigs II. Hierbei war mehr im Spiel als eine verklärende historische Romantik:
„Weil ich aus Bayern komme, faszinierte mich dieses Kapitel der Geschichte. Als Intellektueller habe ich versucht, es zu analysieren, eine sehr unglückliche Idee.“
Inmitten der Blüte abstrakter amerikanischer Kunst, malt Lindner gegenständlich. Seine Hard-Edge-Malerei rückt ihn in die Nähe der Pop-Art. Immer wieder wurde er als Popkünstler bezeichnet, und tatsächlich nimmt er das aufkommende Interesse an Pop-Art-Künstlern um einige Jahre vorweg. An die Einbindung des Trivialen, an die emotionsfreie Darstellung von Menschen und Dingen werden die Popkünstler der 1960er Jahre anschließen.
Richard Lindner findet nach eigener Aussage seine Vorbilder in der abstrakten Malerei. Er verehrt Maler wie Fernand Léger, Oskar Schlemmer und die Surrealisten. Er selbst fühlt sich jedoch keiner Kunstrichtung zugehörig und bezeichnet sich selbst als einzig gegenständlich-malenden Hard-Edge Künstler.
Zielscheibenartige Gegenstände in seinen Arbeiten besitzen eine starke Ähnlichkeit mit Frank Stellas späterer, 1967/68 entstandener Winkelmesserseerie, obwohl Stellas Gemälde auf Grund ihres großen, architektonischen Maßstabes eine andere Wirkung haben. 1969 äußerte Lindner sich in einem Interview:
„Mir gefällt die Gegenstandslose Malerei, etwa das Werk Frank Stellas. Das ist gar nicht erstaunlich, denn ich selbst bin eigentlich Hard-Edge-Maler. Wäre ich Sammler, würde ich vorwiegend abstrakte Gemälde sammeln.“

### 1950er Jahre
Neben Frauen in Korsetts (Anna / Woman in Corset, 1956), ein Symbol körperlicher Unnahbarkeit und Metapher mechanischer Sexualität, malt Lindner zu Beginn der 1950er Jahre vornehmlich grotesk-ironische Kinderdarstellungen (The Child’s Dream, 1952), die er selbst als Wunderkinder bezeichnet. Die mechanisch anmutende Surrealität ihres Wesens, die durch beigefügte Maschinenelemente noch verstärkt wird (Boy with Machine, 1954), geht wohl auf Lindners Bewunderung für den französischen Maler Fernand Léger und den deutschen Maler Oskar Schlemmer zurück. Beide hatten während der 1920er und 1930er Jahre spezielle Figurentypen entwickelt und sich einen vorurteilsfreien Zugang zu zeitgenössischer Technik erarbeitet. Die Idealisierungen Schlemmers oder Légers verkehren sich bei Lindner jedoch in Verdüsterung und moralsatirische Entladungen.
Der männliche Antiheld, ein ebenfalls beliebter Figurentypus Lindners, wird mit dem Bild The Gambler (1951) eingeführt. Vor einem Hintergrund von Glücksspielattributen, Karten, Würfeln und Spielbrettern, wird die Figur zur Parabel ziellosen Treibens und sinnloser Existenz.
In The Meeting (1953) kombiniert Lindner seine bisherigen Typendarstellungen zu einem surrealen Gruppenporträt. Mehr in der Fläche als im Raum angeordnet, begegnen sich bizarre Figuren, die zum Teil aus Lindners persönlichem Umfeld stammen. Freunde und Bekannte gehören dazu, aber auch eine Frau im Korsett, eine seltsame Parodie auf den Bayernkönig Ludwig II. sowie eine überdimensionierte Katze. Figuren aus Gegenwart und Vergangenheit verbinden sich zu einer Metapher des Absurden.
Mit dem Bild Couple (1955) wird das Motiv des Bayernkönigs wieder aufgenommen. Das Seitenprofil Ludwigs II. steht in einem anachronistischen Verhältnis zu einer modisch gekleideten Frau, die ihren Blick abwendet. Der Titel bezeugt eine ironische Anspielung auf sexuelle Entfremdung und menschliche Gleichgültigkeit. Das Paar steht als Symbol menschlicher Vereinsamung und Abkühlung.

### 1960er Jahre
In den 1960er Jahren vervollkommnet Lindner seine Malweise und findet zu seinem typischen Stil. Scharf umrissene Figuren in flachen Räumen, klar umgrenzte Formen, grelle Farbigkeit. Er legt Motive seiner Vergangenheit ab und bezieht neue aus der Sphäre der modernen Großstadt. Gangsterfiguren, Zuhälter und Prostituierte, Antihelden aus der Unterwelt und dominante Frauengestalten werden zu Protagonisten auf der Bühne großstädtischer Anonymität und existenzieller Entfremdung. Bunte Kreis- und Zielscheiben tauchen in seinen Bildern auf, abstrakte Synonyme zusammenhangsloser Eindrücke des Großstadtlebens (Napoleon Still Life, 1962; Louis II., 1962).
Lindner entdeckt in der amerikanischen Kultur, in den 1960er Jahren, viele Parallelen zum Berlin der 1920er Jahre. Beide Milieus verbinden jugendliche Energie mit morbider und maroder Dekadenz. Sexuelle Annäherungsversuche und der Wechsel der Geschlechtsidentität werden öffentlich ausgetragen. In seiner Erinnerung war Berlin eine „phantasievolle Stadt……verkommen vor Talent…da war alles los…voller Dekadenz und Gemeinheit, schaudererregend und wunderbar..“

#### Lindners Ideenwelt. Einflüsse aus dem Großstadtleben New Yorks
Lindner bezieht die meisten Motive für seine Bilder aus dem New Yorker Alltag. Fasziniert von dem Leben auf den Straßen Manhattans, verwandelt er das Schauspiel der modernen Stadt in Bilder existentieller Entfremdung, die Gleichgültigkeit und moralischen Bankrott anzeigen. So kombiniert er monumentale Figuren mit Emblemen der Stadt und schafft so eine bedrohliche unpersönliche Metropole, die er in ihrer inneren Leere entlarvt. Lindners psychologisiert seine Objektwelt. Ihn interessiert der Stadtmensch. Sein Œuvre zeigt Männer und Frauen in ihrer scheinbar unüberwindbaren Andersartigkeit. Die Figuren auf seinen Bildern leben aneinander vorbei, ohne Annäherung, sie genügen sich selbst. Selbst wenn sie sich berühren, fehlt der körperlichen Berührung jegliche Intimität. Lindner verdeutlicht in seinen Bildern die Vision der modernen Entfremdung. Selbstdarstellung und existenzielles Eingeschlossensein.

#### Venus Lindner
Besonders auffällig ist die aggressive Darstellungsweisen seiner entindividualisierten Frauen. Als Glanzpunkte seiner Arbeit kann man einige seiner Frauenbilder werten, die er in der Zeit zwischen 1964 und 1967 malt. Ihnen verleiht er durch scharf geschnittene Umrisse, grelle Farben und fast zweidimensionale Räume eine posterhafte Präsenz. Lindner zeigt seine Frauen unerreicht und distanziert. Gepanzert im Korsett zeigt er die Frau in ihrer Künstlichkeit von Kleidung und Schminke. Aufgepumptes Fleisch lässt die Verkleidung und Fetische anschwellen, bis sie zur ausstaffierten Marionette, und zu einer Verkörperung männlicher Phantasien und Gelüste wird. Lindners „zusammengeschnürte“ Welt ist die der Verkleidung, der Exzesse, die er in einer gesellschaftlichen Satire übersteigert. Nirgends ein nackter Körper, immer durch Kleidung und Objekte gesteigerte Exhibition.
Lindners im Grunde leidenschaftslose Frauen sind provokant und unerreichbar. Sie präsentieren Sex als Limit menschlicher Beziehungen überhaupt. Sex wird bei Lindner zum fassbaren Symbol der Trennung und des jeweiligen existenziellen Eingeschlossenseins. Sein parabelhaft einziges Thema, die Ungleichheit der Geschlechter, führt zu immer neuen Varianten der Missverhältnisse, in denen der Mann sein Kräfteprotzen gegenüber der Venus Lindner durch Schulterpolster hervorheben muss. Dazu bleibt der Fetisch fester Bestand. Dabei vermeidet er in der Darstellung seiner erotischen Frauen völlige Nacktheit. Er erklärt:
„Ich habe niemals einen Akt gemalt, weil ich ihn nicht erotisch finde, außerdem ist es vielmehr die Erotik als die Pornographie, die mich interessiert. Erotische Kunst erhöht das Erlebnis; Pornographie ist nur ein Ersatz dafür“.

#### Kritik durch Zurschaustellung von Stereotypen
Lindner kontert die Zeit, in der Konsum als Vereinbarungsbegriff eines neuen Humanismus auftritt. Er gibt sich gesellschaftskritisch und hebt das Künstliche in ihrem Dasein heraus. Somit zeigt er eine künstlerische Nähe zum Theater von Brecht, dessen Stücke er im Berlin der ausgehenden zwanziger Jahre gesehen hat. Lindner transportiert in seinen Bildern den sozialkritischen Protest der zwanziger Jahre in eine neue, cream-kolorit lackierte Welt. Dabei analysiert er die sinnentleerte Monotonie des Handelns und stößt auf die Schattenseiten modernen Lebens.
Die teils collagenhaften Bildkompositionen reflektieren die Zersplitterung sozialer Lebensräume, deuten auf das Fehlen identitärer Zusammenhänge. Lindner begreift die moderne Lebenswelt als vollständig von Konsum und Kommerzialisierung besetzt. In Posterwirkung inszeniert er die Verdinglichungstendenzen innerhalb der Kulturindustrie, bringt das Ausmaß moderner Warenwelt kaleidoskopartig zur Wirkung (Rock-Rock, 1966/67, Marilyn Was Here, 1967). Lindner nimmt die Modeexzesse der 1960er Jahre auf, entlarvt das Repertoire an Miniröcken, Sonnenbrillen und Stiefeln als materialistisches Zeichen einer im Inneren ausgehöhlten Gesellschaft (Disneyland, 1965; Ice, 1966).
In dem Gruppenbild The Street (1963), das an sein früheres Bild The Meeting (1953) anschließt, begegnen sich Großstadtbewohner und Halbweltfiguren in einem unvermittelten und undurchsichtigen Nebeneinander. Urbane Gestalten sind hier Ausdruck moralischen Verfalls städtischer Räume. Die Beziehungslosigkeit der dargestellten Figuren ist auch in Telephone (1966) das Thema. Ein Mann und eine Frau stehen Rücken an Rücken gedrängt, während sie in ihre Telefonhörer sprechen. Wie schon bei dem Ölgemälde I-II (1962) zeugt das Bild von nüchterner Zurschaustellung zwischenmenschlicher Entfremdung. Trotz des kommunikativen Akts des Telefonierens kommt Kommunikation zwischen den Menschen nicht zustande. Der Telefonhörer wird durch die aggressive und plakative Gestaltung zur Granate. Lindner zeigt ein Bild der Sprachlosigkeit. Der Verlust sozialer Nähe wird nun zum Leitfaden von Lindners Gesellschaftskritik.

### 1970er Jahre
Das letzte Lebensjahrzehnt Lindners ist eine Art Rückschau seiner künstlerischen Auseinandersetzung. Aspekte der Vergangenheit und Gegenwart werden zu irritierenden Pop-Kompositionen verbunden. Der Zirkus wird die zentrale Metapher Lindners’ Weltanschauung. Moderne Pierrots bevölkern seine Bilder, Dompteursinsignien wecken lose Assoziationen (Thank You, 1971). Der Zirkus bringt die Absurdität des menschlichen Dramas auf den Punkt.
Lindners Figuren sind Repräsentanten einer absterbenden Welt. Ihre Künstlichkeit ist Bekundung ihrer Unnahbarkeit, Ausdruck entseelter Gleichgültigkeit. Trotz ihrer Rüstungen und Halbrüstungen sind sie dekomponierte Antihelden in einer urbanen Tragödie. Das Glücksspiel (Solitare, 1973; Ace of Clubs, 1973) bleibt ihr einziges Versprechen an eine sinnlose Welt, in der sich Düsteres und Komisches abwechseln. Einen Ansatz zur Interpretation von Lindners Bildern findet Saul Steinberg, ein enger Freund Richard Lindners. Nach seinen Worten steht die Spannung zwischen den Mächtigen und den Machtlosen, die sich in Lindners Kunst häufig in sexueller Form äußert, für die Tragödie des Totalitarismus im letzten Jahrhundert:
„...sein Werk als unvermeindlich autobiographisch betrachtet zeigt […] der SS-Offizier wird zu einer Tambourmajorin, die Femme Fatale ein Footballspieler, und politische Grausamkeit erfährt einen Hauch von erotischem Sadismus, jene Mischung von düsterem und Komischem, die unser Leben geprägt hat.“
Kurz vor seinem Tod findet Richard Lindner selbst das Gleichnis seiner Kunst:
„Im wesentlichen interessiere ich mich für das Wartezimmer […] das Wartezimmer des Lebens. Wir befinden uns alle in einem Wartezimmer. Wir warten auf den Tod.“
Wenige Tage vor seinem Tod, nach Fertigstellung seiner letzten Arbeit Contact, meint Lindner zu Stephen Prokopoff:
„Wir machen Schauspieler aus unseren Leben. Wir werden Dramenschriftsteller, entwerfen Kostüme und das Bühnenbild. Und dann fragt jemand: ‚Was willst du vom Leben?‘ Und ich muß antworten: ‚Ich weiß es nicht.‘“